# Морський консулат (Майорка)

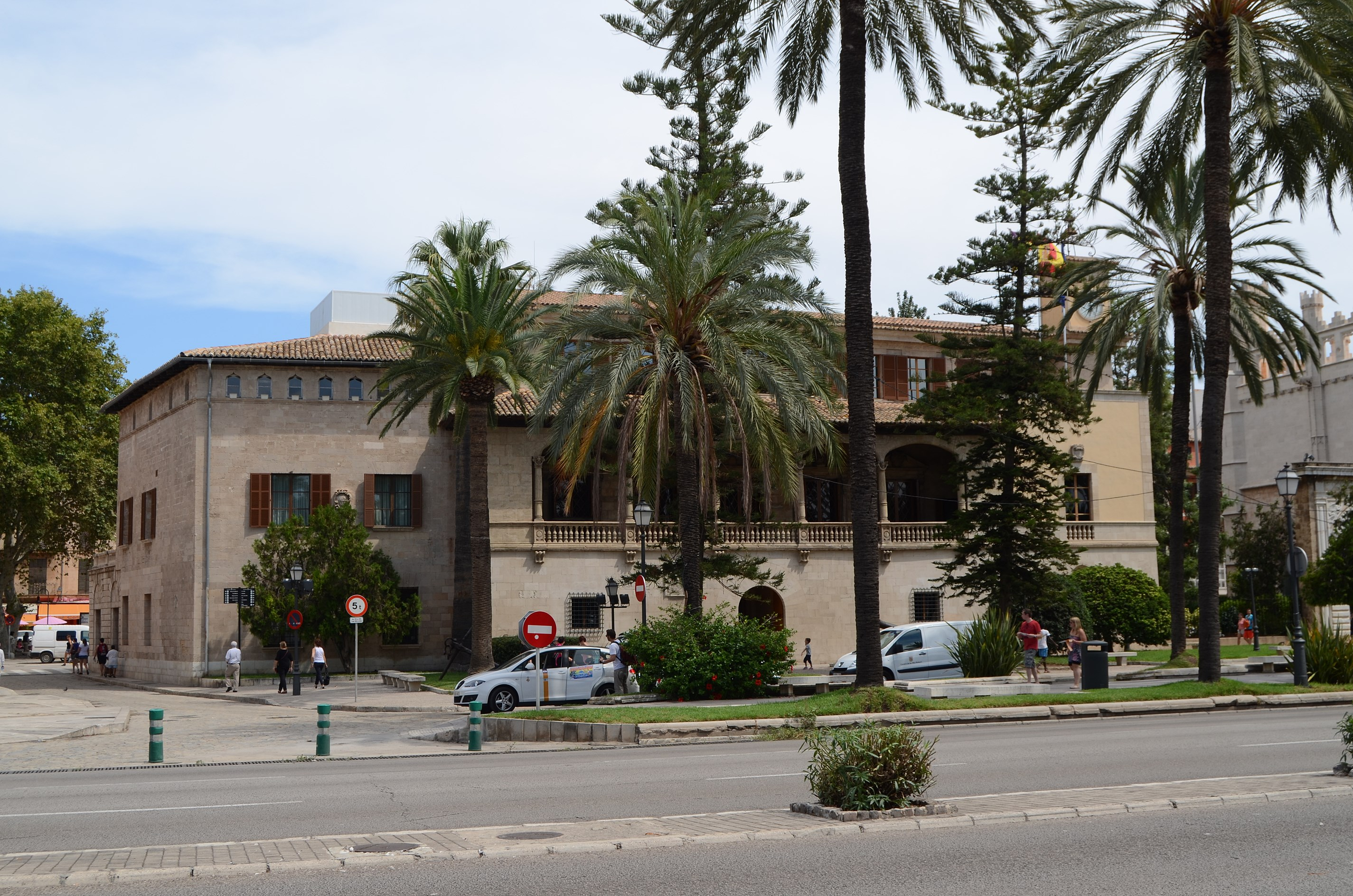
Морський консулат у Пальмі

Морський консулат (ісп. Consulado del Mar) — колишня будівля морського консулату острова Майорка (Іспанія); з 1983 року тут розміщується уряд Автономної спільноти Балеарські острови. Розташована в історичному центрі міста Пальма на бульварі Сагрери, поруч з Лонхою. 
Будівля була зведена у XVII ст. З 1964 року статус Об'єкта культурного інтересу (BIC).

## Історія

### Заснування

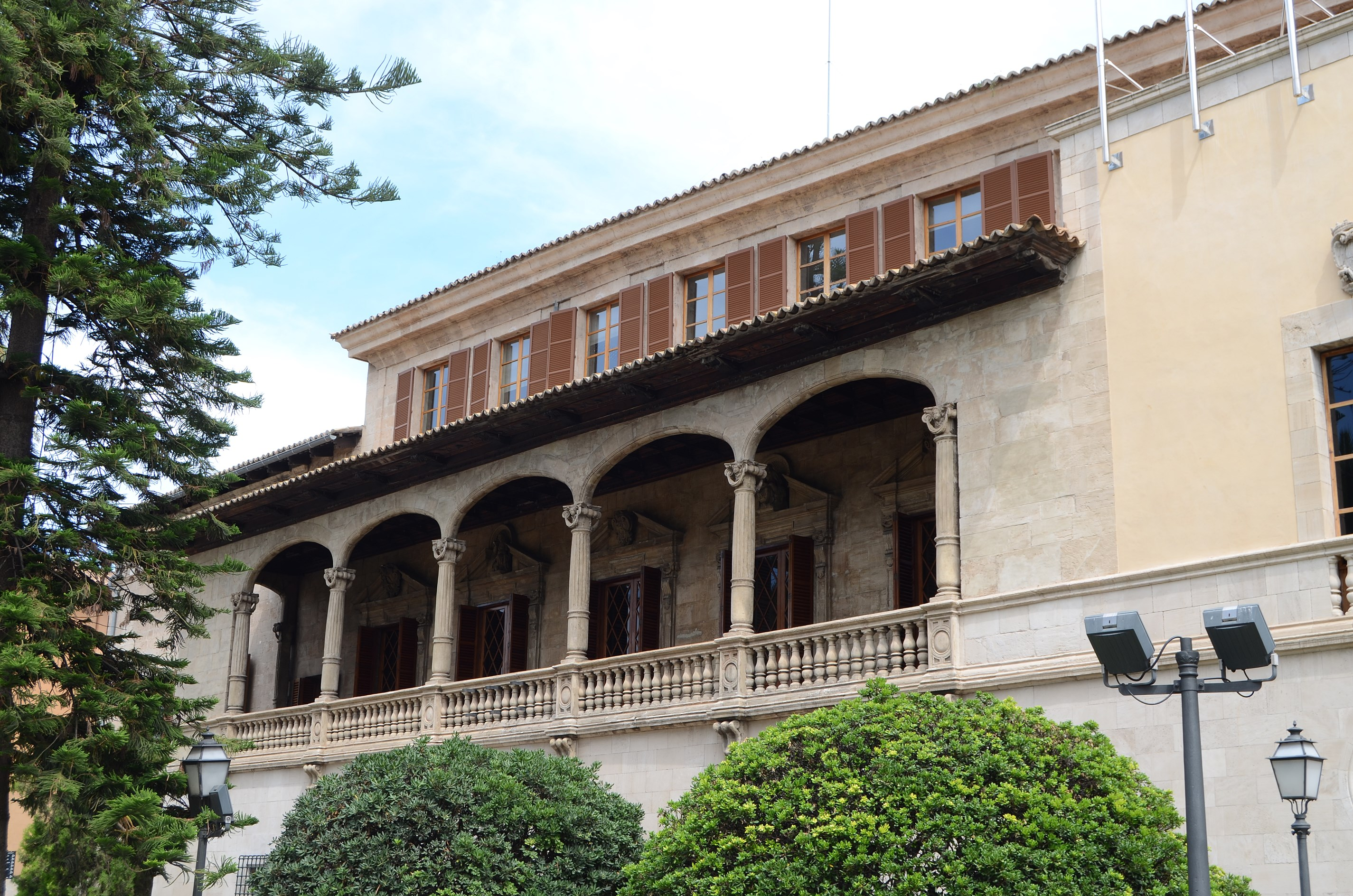
Будівля консулату, галерея другого поверху

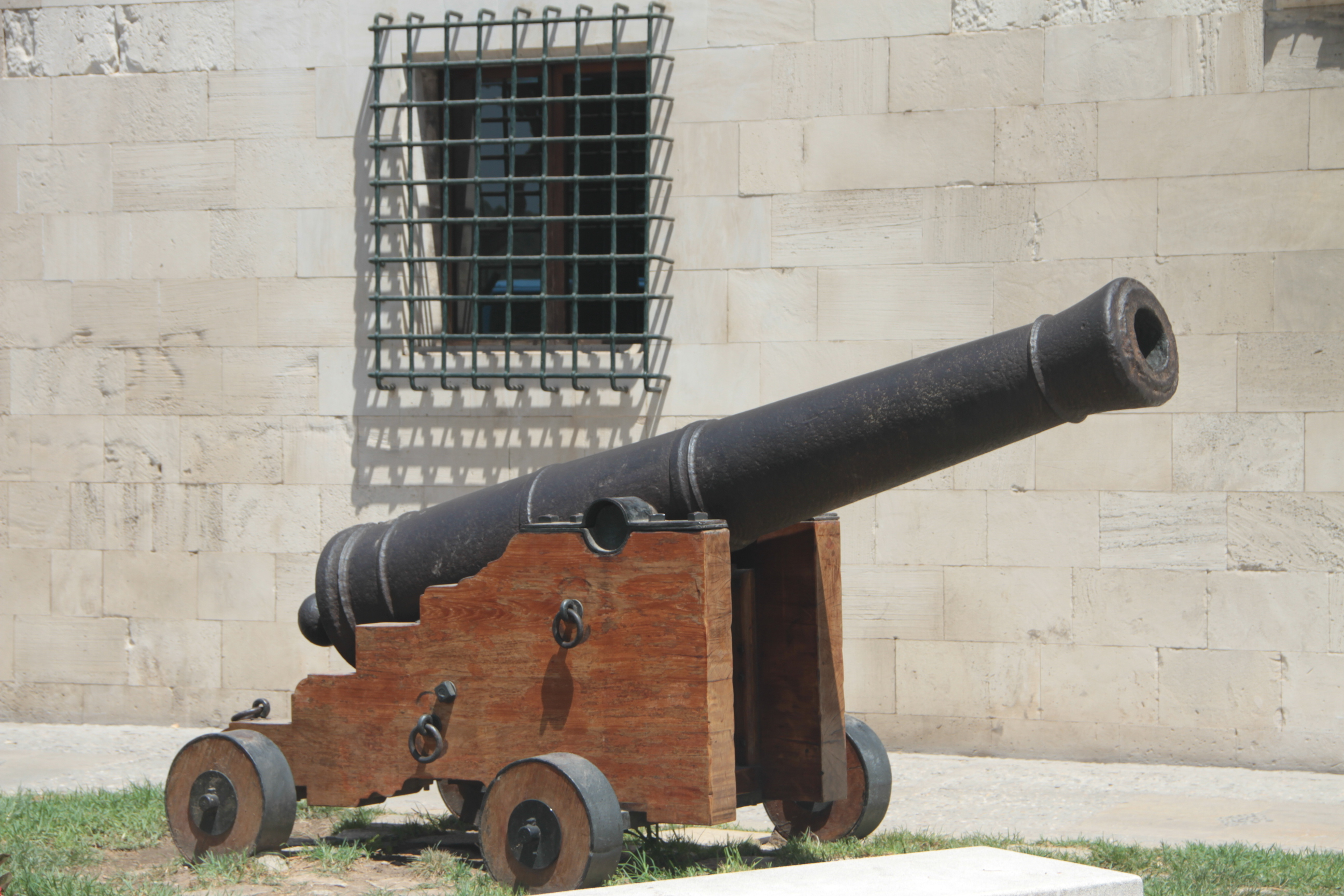
Гармата біля входу

Система морських консулатів як квазісудових органів, до юрисдикції яких входило торгове право, була поширена з XI століття у країнах Середземномор'я. Консулат формувався пріором і декількома консулами. У своїй діяльності консулати спиралися на затверджений звід норм і законів. Консулат острова Майорка був створений у 1326 році, коли принц Філіп Майоркський (який був регентом неповнолітнього Хайме III) обрав двох консулів для врегулювання суперечки між торговцями, моряками і власниками суден. У 1343 році консулат був затверджений Педро IV Арагонським. З 1715 року консулат знаходився у відомстві Королівського суду. Вже у 1800 році королівським указом створено новий орган — Королівський консулат моря і землі, якому були передані функції старого консулату.

### Будівля
Будівля у Пальмі, відома під назвою «Морський консулат», власне не мала відношення до середньовічного консулату. Його створення датуються 1660-ми роками. Фактично, з моменту виникнення і до 1800 року, збори старого консулату проходили в сусідній будівлі Лонха, будівля XVII ст., очевидно, служила філією Лонхи. Лише з 1800 року вона стала офіційною резиденцією нового Королівського консулату. З цього часу будівлю архітектурно вдосконалили — додатково були декоровані сходи і зала зібрань. У 1868 році будівля остаточно зникла з єдиного судового реєстру. З того часу будівля переходило з рук в руки. Таким чином, нею володіло і міністерству освіти і дитячий садок. З 1951 по 1973 роки тут розміщувався і музей мореплавства.
Будівля має 3 поверхи і збудована в стилі маньєризму. На головному фасаді, який виходить до моря, на рівні другого поверху розташована галерея з балюстрадою, яка утворена п'ятьма пологими арками, що спираються на кручені колони. Уздовж стіни галереї розміщено п'ять порталів з трикутними фронтонами. До фасаду з боку Лонхи прибудована каплиця у пізньоготичному стилі (1600 р.).
У середині XX століття проведено реконструкцію будівлі консулату. У 1980 році уряд Іспанії передав будівлю уряду новоутвореної Автономної спільноти Балеарські острови. У 1983 році тут були проведені перші вибори, і розміщено перший парламент Балеарських островів.